# شهرستان سونبونگ
شهرستان سونبونگ (به لاتین: Sonbong County) یک منطقهٔ مسکونی در کره شمالی است که در راسون واقع شده‌است.

## خصوصیات
شهرستان سونبونگ ۲۷٬۳۳۱ نفر جمعیت دارد.